# 鈴木信雄 (経済学者)
鈴木 信雄（すずき のぶお、1949年9月17日 - ）は、日本の経済学者、千葉経済大学名誉教授。専門はアダム・スミスを中心とした経済思想史。
静岡県生まれ。東京経済大学大学院卒、1982年同大学院経済学研究科博士課程満期退学。1991年「アダム・スミス研究 感情の理論を視軸にして」で経済学博士。千葉経済大学経済学部専任講師、助教授、教授。2007～2015年まで経済学部長。

## 著書
- 『アダム・スミスの知識=社会哲学 感情の理論を視軸にして』名古屋大学出版会 1992
- 『内田義彦論 ひとつの戦後思想史』日本経済評論社 2010

### 共編著
- 『経済思想史 社会認識の諸類型』大田一廣,高哲男,八木紀一郎共編 名古屋大学出版会 1995
- 『過渡期の世界 近代社会成立の諸相』池田宏樹,川名登共編著 日本経済評論社 1997
- 『経済学の古典的世界 1』 責任編集 日本経済評論社 2005
- 『日本の経済思想 2』責任編集 日本経済評論社 2006
- 『古典派経済学研究Ⅲ』早坂忠編　雄松堂出版、1986
- 『市場と貨幣の経済思想』大森郁夫編 昭和堂 1989
- 『新版　経済思想史 社会認識の諸類型』大田一廣,高哲男,八木紀一郎共編 名古屋大学出版会2006
- 『市民社会と共生』古川純編 日本経済評論社　2012

### 編書
- 『渡邊輝雄経済学史著作集』第2巻 日本経済評論社 2000
- 『渡邊輝雄経済学史著作集』第3巻 日本経済評論社 2000

### 翻訳
- G.R.モロウ『アダム・スミスにおける倫理と経済』市岡義章共訳 未来社 1992
- アーサー O・ラヴジョイ『人間本性考』市岡義章・佐々木光俊共訳 名古屋大学出版会 1998
- R.メイソン『顕示的消費の経済学』高哲男・橋本努共訳 名古屋大学出版会 2000
- クヌート・ホーコンセン『立法者の科学 デヴィッド・ヒュームとアダム・スミスの自然法学』永井義雄・市岡義章共訳 ミネルヴァ書房 2001
- アーサー・ラヴジョイ『観念の歴史』佐々木光俊・内田成子・秋吉輝雄共訳 名古屋大学出版会 2003
- B.フレーデン『ルソーの経済哲学』八幡清文・佐藤有史共訳 日本経済評論社 2003
- ジョアン・エントウィスル『ファッションと身体』監訳 日本経済評論社 2005
- バーナード・マンデヴィル『新訳 蜂の寓話』日本経済評論社 2019
- バーナード・マンデヴィル『新訳 続 蜂の寓話』日本経済評論社 2024